# Crazy Story
«Crazy Story» — дебютний сингл американського репера King Von, виданий 6 грудня 2018 р. на лейблах Only the Family та Empire Distribution Пісня вважається його проривом.
Існує два сиквели: «Crazy Story 2.0» та «Crazy Story, Pt. 3». Усі три сингли з'являються на дебютному мікстейпі Grandson, Vol. 1 (2019). Пісня має понад 82 млн переглядів на офіційному YouTube-каналі Вона, плюс 70 млн на YouTube-каналі WorldStarHipHop станом на лютий 2023 року.

## Опис та критичні відгуки
У пісні King Von читає реп про вигадану історію, базовану на своєму житті в Чикаго під інструментал у стилі дрил. Рядок «If y'all lose one more, that's 6 to 24» є омажем трекові «Don't Get Smoked» (2014) 600Breezy із союзного сету 600, де 6 і 24 художньо позначають кількість убитих із двох ворожих сторін.
«Crazy Story» отримала загалом позитивні відгуки від критиків. Альфонс П'єр із «Pitchfork» високо оцінив реперове оповідування, особливо елементи, які роблять історію яскравою.
За словами Вона у підтвердженому коментарі «Genius», він написав текст під час 15-годинної їзди на громадському автобусі з Атланти в Чикаго без конкретного біту на думці. За наполяганням двоюрідного брата репер підібрав біт і записав пісню, коли залишалося лише 20 хвилин студійного часу. Спершу біт призначався іншій пісні. Нестача часу, коли працівник студії вимагав плати за додатковий час, уплинула на тривалість композиції.

## Сертифікації
| Регіон                                                      | Сертифікація  | Продажі   |
| ----------------------------------------------------------- | ------------- | --------- |
| США (RIAA)                                                  | 3× Платиновий | 3 000 000 |
| продажі+прослуховування, що базуються лише на сертифікаціях |               |           |